# Cantó de Le Mans-Nord-Oest
El cantó de Le Mans-Nord-Oest és un cantó francès del departament de Sarthe, situat al districte de Le Mans. Té sis municipis i part del de Le Mans.

## Municipis
- Aigné
- La Bazoge
- La Chapelle-Saint-Aubin
- La Milesse
- Le Mans (part)
- Saint-Saturnin
- Trangé

## Història
| Data d'elecció                           | Identitat             | Partit        | Qualitat |
| ---------------------------------------- | --------------------- | ------------- | -------- |
| 1945-1949                                | François Dornic       | SFIO          |          |
| 1949-1955                                | René Hilleret         | RPF           |          |
| 1955-1979                                | Jacques Maury         | MRP           |          |
| 1979-1985                                | Jacques Jusforgues    | PS            |          |
| 1985-1998                                | Daniel Cabaret        | Divers droite |          |
| 1998-2008                                | Marietta Karamanli    | PS            |          |
| 2008-                                    | Christiane N'Kaloulou | PS            |          |
| les dades anteriors no són pas conegudes |                       |               |          |
|                                          |                       |               |          |

## Demografia
| A partir de 1990: Població sense dobles comptes |